# Frank Tudor
Francis Gwynne "Frank" Tudor (29 janvier 1866 au 10 janvier 1922) est un chapelier et homme politique australien. Il est le chef du Parti travailliste australien, de 1916 jusqu'à sa mort.

## Biographie
Il est le fils de John Llewellyn Tudor et Ellen Charlotte Tudor, née Burt, tous deux d'origine galloise, né le 29 janvier 1866 dans le quartier de Williamstown, à Melbourne au Victoria. La famille déménage rapidement dans le quartier de Richmond, où Tudor passe toute sa vie.
Après ses études primaires, il travaille quelque temps dans une scierie puis une usine de chaussure avant d'entrer dans une chapellerie. Il apprend le métier à Abbotsford avant de voyager à travers le Victoria pour faire le commerce de chapeaux. Tudor va en Angleterre, travaillant à Londres, Birmingham, Liverpool et Manchester et épouse Alice Smale à Denton, dans le Lancashire en 1894. Sa femme meurt la même année mais Tudor continue dans la chapellerie à Londres et devient vice-président de la section locale du Syndicat des chapeliers. En 1897, Tudor se remarie avec Fanny Jane Mead.
En tant que vice-président du syndicat, Tudor s'intéresse à la politique syndicale (comme beaucoup de personnalités travaillistes avant leur entrée en politique) et persuade les syndicats britanniques d'adopter le principe de l'étiquette syndicale sur les produits fabriqués. De retour en Australie, Tudor travaille dans les usines d'Abbotsford et siège à la Chambre des métiers de Victoria Hall. En 1900, il en devient le président.
Figure de proue de Richmond, Tudor devient député de la circonscription de Yarra aux élections fédérales australiennes de 1901. Il est immédiatement élu whip et secrétaire adjoint du Parti travailliste. Il en devient secrétaire en 1904, puis ministre du Commerce et des Douanes pendant les trois gouvernements Fisher, de 1908 à 1909, de 1910 à 1913, de 1914 à 1915. Quand Billy Hughes remplace Andrew Fisher comme premier ministre, Tudor conserve le poste de ministre du Commerce et des Douanes jusqu'en 1916, quand il démissionne du gouvernement Hughes pour son opposition à la conscription.
Hughes quitte le Parti travailliste à la fin de 1916 pour former le Parti nationaliste.
Tudor est élu chef du Parti travailliste (et donc chef de l'opposition australienne) en novembre 1917, et a mené son parti à la défaite à l'élection fédérale de 1917. En 1919, T.J. Ryan, alors premier ministre du Queensland, devint député fédéral. En raison de l'échec de Tudor à l'élection, le parti envisageait de se choisir un nouveau chef, et Ryan aurait probablement remplacé Tudor s'il n'était pas mort en 1921.
La défaite de Tudor aux élections de 1919 était prévisible. Ces prévisions sont correctes, et les travaillistes sont défaits à nouveau. En 1921, la santé de Tudor décline et il est de plus en plus incapable de remplir ses fonctions ; néanmoins, le parti ne lui permet pas de démissionner.
Tudor meurt le 10 janvier 1922, à 55 ans, premier dirigeant du Parti travailliste à mourir en fonction, et premier chef de l'opposition à ne jamais être devenu Premier ministre.